# アルケミスト (ユニット)
アルケミスト（alchemist）は、日本の二人組音楽ユニット。名前の由来はブラジルの作家、パウロ・コエーリョの小説『アルケミスト - 夢を旅した少年』のタイトルから来ている。
ライブの中で恒例となっている「即興のコーナー」では、観客から出された三つのお題を元に、その場で歌詞、メロディ、伴奏を作りあげ演奏する。

## メンバー
- こんや しょうたろう（ボーカル担当）
  - 誕生日：1976年8月24日
  - 宮崎県宮崎郡田野町(現:宮崎市)出身（大阪府生まれ宮崎県育ち）、A型 生まれた時から左手の肘から先がないと言うハンディキャップを負う。しかし、引け目め感じず義手も使わず左手の肘から先がないままでステージに立ち、前向きに活動している。

- 井尻 慶太（いじり けいた、ピアノ担当）
  - 誕生日：1976年8月12日
  - 神奈川県出身、A型

ともに玉川大学文学部芸術学科出身である。

## エピソード
- 2002年冬、奇跡的にも小説「アルケミスト」の著者パウロ・コエーリョに会う。彼は二人に「どんなに離れていても、僕等は一緒だよ。君たちはもうすでにアルケミストなのだから。」と言葉を残した。

## ディスコグラフィ
＜レーベル＞
- ENCJ　→　EARTHRISE RECORDS
- VR　→　VOICE RECORDS
- YRCN　→　R and C LTD

### マキシシングル
1. なみだ<VR-C002>(2004年1月23日発売)
introduction;／なみだ／myself／白い花／一日の終わりに
2. LOVE<VR-C008>(2012年12月12日発売)
LOVE／かたぐるま／愛のうた
3. 明星<VR-C009>(2013年4月10日発売)
明星／春風巡る／名前もない花
4. ジョイフレ<VR-C010>(2013年7月10日発売)
ジョイフレ／鏡と太陽／ハルコ
5. 旅立つ君に<VR-C011>(2013年11月6日発売)
旅立つ君に／雨予報／大丈夫
6. あの空<VR-C013>(2015年7月4日発売)　※オフィシャルサイト通販、ライブ会場限定で発売
交響曲「あの空」／あの空／それから／あの空（ピアノ伴奏カラオケver.）
7. 約束<VR-C014>（2016年4月8日発売）
約束／ 絵葉書／ピアノトボク／約束 〜Instrumental Version〜
8. ユメミ<VR-C015>(2016年5月18日発売)　※KAKUTAー「朗読の夜」#8『アンコールの夜』『猫を読む。』会場限定・オフィシャルファンクラブ会員(ASC)限定で販売
地図／ラン／ユメミ／満天の夜　※ユメミ以外の３曲は再録音
9. 笑顔の写真<VR-C016>(2017年10月25日発売)
笑顔の写真／パレードに出よう／もう一度／笑顔の写真 〜Instrumental Version〜

### ミニアルバム
1. ONE VOICE <ENCJ-1001>(2000年6月21日発売)　※現在廃盤
そんなこんなで／後ろの席から／夢のつづき／鯨嘯　kei-sho／地図／そっとおやすみ
2. ミズキリスタート<YRCN-11094>(2007年4月25日発売)　※現在廃盤
ミズキリスタート／会えない君／満たされない日曜日／缶コーヒーと笑顔／その日まで／ラン／僕が君の盾になる

### アルバム
1. リトルネロ<VR-C001>（2003年8月23日発売）　※廃盤となったが15周年記念で再発売された
明るい部屋／ボクロケット／2月の雨／歩く速さで／R et B／8/31／最後の歌／笑って笑って／地図／茜色の窓から／即興の歌
2. 遠い窓<VR-C003>（2004年8月1日発売）
prologue;／上の空／ホイミ ホイミ／夢のつづき／鯨嘯〈kei-sho〉／そっとおやすみ／ハピネス／雨はシンバルの響き／遠い窓／出発予定時刻／ありがとう ありがとう
3. くちびるに歌を待て<VR-C004>（2005年10月10日発売）
スタートボタン／にちようび／くちびるに歌を待て／悠やか／Days／後ろの席から／家に帰ろう／同じ空／ちぐとはぐ／こんな風の日は／（センロハツヅク／Colors(featuring Luz fonte)／ジョバンニ／家に帰ろう/guitar
4. 向ヶ丘<YRCN-95020>(2008年11月26日発売)　※現在廃盤
向ヶ丘／洗濯日和／七夕/花火／満天の夜／雨宿り／砂時計／チアリーダー／スタンディングマン／チューリップ／山手通り／西瓜／未明
5. ピアノトボク<VR-C005>(2009年8月12日発売)
梓／雨フリフラレタ／運命の人／くちばしのうた／週末ドライブ／もも／夕暮れポスト／8mmの空／ピアノトボク
6. くちづけ<VR-C006>(2010年12月15日発売)
くちづけ／片思い／ただいま／タイムカプセル／5時間目／青い実が落ちたとき／優しい人／replay／ここで ふたりで／明日の光／シャボン／dawn; (inst.)／影法師
7. 会えない君 2007-2008<VR-C007>(2012年8月8日発売)
会えない君／チアリーダー／ミズキリスタート／洗濯日和／缶コーヒーと笑顔／砂時計／西瓜／その日まで／僕が君の盾になる／未明／スタンディングマン／向ヶ丘／七夕/花火／積水ハウスの歌～「ぼくらの街」バージョン～
8. アルケミストイレブン<VR-C012>(2014年10月10日発売)
そうだろ!？／ハルコ／明星／愛のうた／鏡と太陽／サヨナラ／LOVE／ヒキズリマエノメリー／雨予報／旅立つ君に／春風巡る
9. 見上げるほどの大木に<VR-C017>(2019年6月1日発売)
スイミングハイ／見上げるほどの大木に／君が笑うと嘘になる／遠い日のこと／サーカスの旅／はじまりはじまり／花火の夜に／さらばい ／ダスティンなんちゃらになんかならない／特別な人／さくら通り／笑って笑って／あなたの誕生日／海月
10. かつてこどもだったあなたの歌<VR-C018>(2020年11月22日発売)  　※WEB・ライブ会場先行
[DISC 1]〜ふるさと〜 故郷／田野小学校校歌／にじ／竹田の子守唄／春夏秋冬のメドレー／埴生の宿／旅立ちの日に／遠き山に日は落ちて
[DISC 2]〜この道〜 この道／赤とんぼ／月の沙漠／真白き富士の根／星のメドレー／浜辺の歌／大きな古時計／生きる日々
11. 想いは、永遠に。<VR-C019>(2022年8月1日発売)  
想いは、永遠に。／みずいろ／楽しい食卓／ひなたの真ん中で／それぞれのドア／HiHiHi／朔風／海底の夜明け／再スタート
12. ファンタジー<VR-C020>(2023年9月16日オフィシャルWEB先行リリース)  
きみの隣 [with ルースフォンチ]／ファンタジー [with 夕食ホット]／コスモ／僕本位／上京 [with わたなべゆう]／みどりの杜 木城学園校歌／待てば海路の日和あり [with 花＊花]／砂の城／明日を待とう [with ルースフォンチ]／ユメミ
※クラウドファンディング「ファンタジー」リターン限定CD【結ぶ／本日はお日柄もよく／風の庭(Instrumental)／みどりの杜 木城学園校歌（ピアノ伴奏）】

### DVD
1. 遠い窓　LIVE AT SHIBUYA O-Crest 2004.8.1（2005年1月19日発売）
prologue;／出発予定時刻／R et B／8/31／上の空／夢のつづき／そっとおやすみ／ホイミ ホイミ／ボクロケット／雨はシンバルの響き／鯨嘯〈kei-sho〉／遠い窓／地図／なみだ／笑って笑って／ありがとう ありがとう／epilogue;上の空 instrumental

### 配信用シングル
1. 『Forte』アルケミスト＆わたなべゆう（2013年12月4日発売）
2. 『約束』アルケミストfeat.清水 健（2015年11月25日発売）
3. 『みずいろ』（2016年4月10日発売）
4. 『楽しい食卓』（2017年3月30日発売）
5. 『パレードに出よう』（2017年8月2日発売）

### 配信用レコーディングアルバム
1. 2009/12/6『ピアノトボクトバンド in Tokyo@Shibuya O-EAST』 (2010年8月28日～2013年2月28日)
梓／雨フリフラレタ／もも／運命の人／夕暮れポスト／僕が君の盾になる／くちばしのうた／出発予定時刻／週末ドライブ／ミズキリスタート／こんな風の日は／笑って笑って／8mmの空／ピアノトボク／en1：チアリーダー／en2：ありがとう ありがとう

### 配信用ＣＭソング
1. 積水ハウスの歌～「ぼくらの街」～（2011年10月18日～）
フルバージョン（作詞：一倉宏　作曲：小林亜星　歌・ピアノ：アルケミスト　編曲：tomzuin h）／インストバージョン（作曲：小林亜星　ピアノ：アルケミスト　編曲：tomzuin h）

## 受賞歴
ベストドレッサー賞　特別賞(2018年)

## タイアップ一覧
| 企業名（年月）                                          | タイアップ                                                              | 楽曲 |
| ------------------------------------------------------- | ----------------------------------------------------------------------- | --- |
| 平倉建設株式会社 大分県（2010年）                       | 『RaviC』 CMソング                                                      | 「ここで ふたりで」 （作詞：こんやしょうたろう、作曲：井尻慶太、 編曲：tomzuin h）                                                     |
| 積水ハウス株式会社 東京都 （2011年8月）                 | 『自由設計で建てる都会の3階建て』 CMソング                              | 積水ハウスの歌 「ぼくらの街」バージョン、 （作詞：一倉宏、作曲：小林亜星、 歌・ピアノ：アルケミスト、編曲：tomzuin h）                 |
| 積水ハウス株式会社 東京都（2013年4月）                  | 『フレシキブル３階』 CMソング                                           | 積水ハウスの歌 「ぼくらの街 フレキシブル 」バージョン （歌・ピアノ：アルケミスト、 音楽制作：伊沢ビンコウ）                            |
| 大塚製薬株式会社 東京都 （2016年4月）                   | 『ポカリスエットイオンウォーター』 CMソング                             | 「みずいろ」 （作詞：一倉 宏、作曲：井尻 慶太、 唄：アルケミスト ）                                                                    |
| 有限会社園田ふとん店 大分県（2016年4月）                | 『寝具』 CMソング                                                       | 「園田ふとん店のうた （アルケミスト版）」 （作詞・作曲：広告代理店社員、 歌・ピアノ：アルケミスト）                                    |
| 住商フーズ株式会社 神奈川県（2017年3月）                | 『四元豚 シルキーポーク』 WEB CMソング                                  | 「楽しい食卓」 （作詞・作曲 アルケミスト）                                                                                             |
| 人権啓発推進協議会 宮崎県（2017年8月）                  | 『平成29年度の人権啓発CM （みんなで奏でる 素敵なハーモニー）』 CMソング | 「パレードに出よう」 （歌・ピアノ：アルケミスト）                                                                                      |
| 株式会社文化コーポレーション 宮崎県宮崎市 （2020年4月） | 『文化グループイメージソング』                                          | 「見上げるほどの大木に」 （歌・ピアノ：アルケミスト）                                                                                  |
| 道本食品株式会社 宮崎県宮崎市 （2018年〜2020年）        | 『干したくあん』 CMソング                                               | 「☆たくあんのうた」 （ほしたくあんのうた） （作詞・作曲：Akane、 歌・ピアノ：アルケミスト） やぐら編、日向一家宮崎を旅する篇、種植え篇 |
| みやざき文化振興課 宮崎県（2020年)                      | 『国文祭・芸文祭みやざき2020 大会イメージソング』                       | 「ひなたの真ん中で」 （作詞：こんやしょうたろう、 作曲：アルケミスト）                                                                 |
| 公益財団法人冨士霊園 静岡県（2022年7月)                 | 『冨士霊園』 CMソング                                                   | 「想いは、永遠に。」 （作詞：こんやしょうたろう、 作曲：アルケミスト）                                                                 |

### テレビ音楽
- NHK教育テレビ『こどもにんぎょう劇場〜タイムマシンの冒険１』（2005/09/12～？？）

作：本田誠人　音楽：井尻慶太　歌：こんやしょうたろう　演奏：渡辺　悠
- NHK教育テレビ『こどもにんぎょう劇場〜タイムマシンの冒険２』（2006/12/04 ～ 2006/12/11）

作：本田誠人　音楽：井尻慶太　歌：こんやしょうたろう　演奏：渡辺　悠、ウエキ弦太
- NHK教育テレビ『こどもにんぎょう劇場〜タイムマシンの冒険３』（2007/08/27 ～ 2007/09/03）

作：本田誠人　音楽：井尻慶太　歌：こんやしょうたろう　演奏：渡辺　悠、ウエキ弦太
- UMKテレビ宮崎「じゃがじゃがサタデー」エンディングテーマ『ハルコ』(2014)
- UMKテレビ宮崎「火曜ゴールデン よかばん!!」オープニングテーマ『はじまりはじまり』

## 出演番組

### テレビ
- HAMA大国（tvk（テレビ神奈川）最終回に飛び入り出演、相沢早苗に即興で曲を作り涙を誘う。
- あっぱれ!KANAGAWA大行進（tvk（テレビ神奈川）、2002年4月〜2003年3月）
- 誰も知らない泣ける歌（日本テレビ、2009年3月10日）
- 誰も知らない泣ける歌（日本テレビ、2009年5月12日）
- 世界一のSHOWタイム～ギャラを決めるのはアナタ～（日本テレビ、2010年2月1日）世界各国､様々なパフォーマー約20組が大集合!自慢のパフォーマンスを披露｡豪華ゲスト人、観客300人がパフォーマンスを見たあと、その才能にいくら支払うのか？！アルケミストは即興演奏で￥554,100をGETする。
- かんさい情報ネットten!（関西ローカル：読売テレビ、2010年5月18日）
- 24時間テレビ（関西ローカル：読売テレビ、2010年8月29日）アルケミストの「ありがとう」の物語。
こんやしょうたろうの通った私立清教学園幼稚園(大阪府河内長野市)へたくさんの愛情を注いで下さった先生方へありがとうを伝えるために。
- UMKテレビ宮崎「火曜ゴールデン よかばん！！」レギューラー出演（2019年4月）

### ラジオ
| 出演年 | 放送局                             | 番組名                                        | 放送時間                                     | 放送時間など             |
| ------ | ---------------------------------- | --------------------------------------------- | -------------------------------------------- | ------------------------ |
| 2010年 | J-WAVE                             | RADIO×SPIDER NTT DATAスペシャル               | 3月26日                                      | (22:00-23:42)            |
| 2010年 | ニッポン放送                       | アルケミストのオールナイトニッポンR           | 9月10日                                      | (27:00-29:00)            |
| 2010年 | インターネットラジオ               | Suono Dolce「TOKYO AFTER6」                   | 11月15日                                     | 20:00-20:37(18:00-21:00) |
| 2010年 | ニッポン放送                       | 高田文夫のラジオビバリー昼ズ                  | 12月1日                                      | 12:00-12:30(11:30-13:00) |
| 2010年 | TOKYO FM                           | シンクロノシティ～PARCO Tokyo Beats～         | 12月28日                                     | 18:10-18:30(16:00-18:45) |
| 2011年 | 南日本、西日本、秋田、中部日本放送 | 松本英子のサウンドスケッチ                    | 1月17日                                      | 放送局による             |
| 2011年 | ニッポン放送                       | くり万太郎のオールナイトニッポンR             | 1月18日                                      | 28:00-28:28(27:00-29:00) |
| 2011年 | FMやまと                           | つちやRYU’S BAR Vol.515                       | 3月12日                                      | 19:24-19:58(19:00-20:00) |
| 2011年 | フジテレビポッドキャスティング     | フジポッド「つか金フライデー」3/18号          | 配信期間：3月18日～4月15日                   | -                        |
| 2011年 | フジテレビポッドキャスティング     | フジポッド「つか金フライデー」3/25号          | 配信期間：3月25日～4月22日                   | -                        |
| 2011年 | FM COCOLO                          | AFTERNOON DELIGHT                             | 3月28日                                      | （13:00-17:00）          |
| 2011年 | 尼崎 FMaiai                        | Musique de samedi                             | 4月9日、4月16日、4月23日、4月30日            | （14:00-15:00）          |
| 2011年 | FM栃木                             | RADIO BERRY「K-ONECT」(コネクト)              | 4月23日                                      | (12:30-12:55)            |
| 2011年 | KBS京都                            | 秋人のスターダストガーデン                    | 5月30日                                      | （19:30-20:00）          |
| 2011年 | JFN全国FM30局ネット                | ロックの学園・名曲講座編                      | 6月4日                                       | 28:30-28:50(28:00-29:00) |
| 2011年 | FMたんご                           | たんご・モーニング・サンド！                  | 6月7日                                       | （7:00-9:00）            |
| 2011年 | JFN全国FM30局ネット                | ロックの学園・名曲講座編                      | 6月12日                                      | 28:30-28:50(28:00-29:00) |
| 2011年 | エフエム宮崎                       | WEEKEND JAM                                   | 6月24日                                      | （15:00-15:55）          |
| 2011年 | ラジオ関西５５８                   | CRK MUSIC H.E.A.D.S. 「しゃかりきパラダイス」 | 7月26日                                      | （22:00-24:00）          |
| 2011年 | FM山形                             | SOUND PARTY                                   | 10月6日                                      | （16:00～）              |
| 2011年 | VigoFM                             | Live Smart                                    | 10月7日                                      | （16:00-18:30）          |
| 2011年 | インターネットラジオ               | Suono Dolce「TOKYO AFTER6」                   | 11月10日                                     | 20:00-20:37(18:00-21:00) |
| 2012年 | インターネットラジオ               | ジャスクリ「Songs Paradise」                  | 配信期間：PC版2月3日～3週間 ※モバイル版1週間 | -                        |
| 2012年 | 宮崎サンシャインFM                 | モーニングテラス                              | 2月10日                                      | 10:00-10:15(8:00-11:00)  |
| 2012年 | FMメイプル                         | きたひろホッとモーニング                      | 4月14日                                      | 10:30～？(9:00-11:55)    |
| 2012年 | ラジオ関西                         | musica☆musica                                 | 6月11日                                      | (26:00-27:00)            |
| 2012年 | FMレディオ湘南                     | IL MARE E VENTO                               | 8月4日、8月11日、8月18日、8月25日            | (18:00-18:30)            |
| 2012年 | OBSラジオ                          | ごごらくワイド                                | 10月12日                                     | (14:00-16:30)            |
| 2012年 | JOY FM                             | Radio Paradise 耳が恋した!                    | 11月14日                                     | (18:30-19:55)            |
| 2012年 | 茨城放送、ABCラジオ、山口放送      | 新保友映のオールナイトニッポンGOLD            | 12月24日                                     | 23:00-23:30(22:00-23:50) |
| 2013年 | ラジオ関西                         | CRK MUSIC H.E.A.D.S.                          | 5月9日                                       | (22:00-24:00)            |
| 2013年 | SORA × NIWA梅田                    | UMEHAN CIRCUS                                 | 5月10日                                      | (11:30-13:00)            |
| 2013年 | TBSラジオ                          | 村上ゆきのスローリビング                      | 7月21日                                      | 18:03-18:26(18:00-18:30) |
| 2013年 | NHK横浜放送局                      | FMサウンド★クルーズ                           | 9月12日                                      | (18:00-19:00)            |

## 舞台(出演、楽曲提供等)
1. ペテカン－第20回公演『エヴリデイエヴリナイト』(2002年12月21日(土)～12月25日(酔)　於：新宿THEATER/TOPS)
2. KAKUTAとアルケミスト 朗読の夜『ねこはしる』（2004年1月31日(土)～2月1日(日)　於：恵比寿site）
3. ペテカン－第25回公演10th Anniversary Act『茜色の窓から』(2005年3月3日(木)～3月6日(日)　於：青山円形劇場)
4. KAKUTAとアルケミスト 朗読の夜『満天の夜』(2006年2月23日(木)～2月26日(日)　於：プラネタリウム　東急まちだスターホール)
5. バンダラコンチャ・ソロアルバム公演『相思双愛』(2009年5月9日(土)～6月10日(水)　於：紀伊國屋ホール／兵庫県立芸術文化センター・中ホール／山形・川西町フレンドリープラザ／鹿児島・伊佐市文化会館／山口・ルネッサながと／愛知・長久手町文化の家／大阪・富田林市すばるホール／水戸芸術館ＡＣＭ劇場)
6. 「第2回したまち演劇祭ｉｎ台東」－Gooday Co.7『レジデント』主題歌：「シャボン」アルケミスト（2011年8月31日(水)～9月4日(日)　於：戸野廣浩司記念劇場）
7. ユニット｢あんてな｣プロデュースvol.4『ピアノトボク』(2012年2月11日(土)～2月12日(日)　於：宮崎 メディキット県民文化センター)
8. ミュージカル『星めぐりのうた』(2012年10月17日(水)～10月21日(日)　於：天王洲 銀河劇場)
9. 『唄とピアノと語りと』(2012年11月13日(火)、15日(木)～18日(日)　於：太宰府館／レストラン待夢 平和台店／霧の蔵ホール in 都城／カルチャープラザのべおか ハーモニーホール／ギャラリー花みずき in 日南)
10. ユニット｢あんてな｣プロデュースvol.9『地図』(2015年3月15日(日)　於：宮崎県 サンA川南文化ホール)
11. KAKUTAー20周年記念公演第2弾　KAKUTA Sound Play Series「朗読の夜」#8『アンコールの夜』『猫を読む。』(2016年5月18日(水)～5月22日(日)　於：すみだパークスタジオ(倉))
12. ユニット｢あんてな｣プロデュースvol.10『あの空』(2016年6月12日(日)　於：宮崎県 サンA川南文化ホール)
13. KAKUTAとアルケミスト うたとことばの音楽朗読会『ねこはしる』(2016年8月27日(土)　於：ゆめたろうプラザ(愛知県武豊町))
14. ユニット｢あんてな｣プロデュースvol.12『約束』(2017年6月18日(日)　於：宮崎県 サンA川南文化ホール)
15. ユニット｢あんてな｣プロデュースvol.13『笑顔の写真』(2018年6月17日(日)　於：宮崎県 サンA川南文化ホール)

## 参加作品
- SHINO 10's Story／M-6「ブランケットにくるまって」(2004年3月3日発売)

(木下詩野さんのアルバムにこんやしょうたろうが参加)
- 絵日記と紙芝居／M-8「帰宅」(2006年7月12日発売)

(村下孝蔵さんのトリビュートアルバムにアルケミストが参加）
- Try Try Try／M-8「かたなし　かたなし」(2009年7月8日発売)

(Unlimited toneさんのアルバムにこんやしょうたろうが参加）
- マクの約束／M-13「マクの約束 with アルケミスト」(2016年4月5日発売)

(わたなべゆうさんの絵本&CD『マクの約束』にアルケミストが参加）
- きみと夕陽／「きみと夕陽withアルケミスト」(2021年11月19日発売)

(わたなべゆうさんの絵本&CD『空の国のハルメン』にアルケミストが参加）